# Wydział Biologii i Nauk o Ziemi Uniwersytetu Mikołaja Kopernika
Wydział Biologii i Nauk o Ziemi Uniwersytetu Mikołaja Kopernika – jeden z nieistniejących wydziałów Uniwersytetu Mikołaja Kopernika w Toruniu. Wydział Biologii i Nauk o Ziemi istniał w latach 1951–2012. Wcześniej nauki biologiczne i geograficzne wchodziły w skład Wydziału Matematyczno-Przyrodniczego, który został utworzony w 1945 r. w momencie powołania do życia Uniwersytetu Mikołaja Kopernika. Współorganizatorem i pierwszym Dziekanem Wydziału Matematyczno-Przyrodniczego był prof. dr Jan Prüffer. W 1951 r. z Wydziału Matematyczno-Przyrodniczego został wyodrębniony Wydział Biologii i Nauk o Ziemi. Jego pierwszym dziekanem został prof. dr Henryk Szarski. W obrębie Wydziału istniały dwa Instytuty: Biologii i Geografii.
1 października 2012 nastąpił koniec istnienia Wydziału. Instytuty Biologii Ogólnej i Molekularnej oraz Ekologii i Ochrony Środowiska utworzyły Wydział Biologii i Ochrony Środowiska, natomiast Instytut Geografii przekształcił się w Wydział Nauk o Ziemi.
Wydział posiadał następujące Stacje Badawcze:
- Stacja Badawcza w Dobiegniewie nad Wisłą
- Stacja Badawcza w Lasce i Drzewieżu na terenie Borów Tucholskich
- Stacja Limnologiczna w Iławie
- Stacja Badawcza w Popówce
- Stacja w Koniczynce
- Stacja w Bachotku
- Toruńska Stacja Polarna